# خوان پدرو گوتیرز
خوان پدرو گوتیرز (اسپانیایی: Juan Pedro Gutiérrez‎؛ زادهٔ ۱۰ اکتبر ۱۹۸۳) بازیکن بسکتبال اهل آرژانتین است.
از باشگاه‌هایی که در آن بازی کرده‌است می‌توان به اشاره کرد.
وی در مسابقات کشوری و بین‌المللی در مجموع برندهٔ ۵ مدال طلا، ۳ مدال نقره، ۴ مدال برنز شده‌است.